# Fender Buttress
Fender Buttress (englisch für Fenderpfeiler) ist ein mehr als 1600 m hoher Felssporn im Grahamland auf der Antarktischen Halbinsel. Er ragt auf der Südseite des Herbert-Plateaus in das Kopfende des Drygalski-Gletschers hinein.
Vermessungen, die der Falkland Islands Dependencies Survey zwischen 1960 und 1961 durchführte, dienten seiner Kartierung. Das UK Antarctic Place-Names Committee benannte ihn am 1. Juli 1964 nach dem argentinischen Erfinder Guillaume Fender aus Buenos Aires, der zum Ende des 19. Jahrhunderts eines der ersten Modelle eines Kettenfahrzeugs entwickelt hatte (britisches Patent aus dem Jahr 1882).